# Ana Bernal Triviño
Ana Isabel Bernal Triviño (Málaga, 14 de septiembre de 1980), conocida como Ana Bernal Triviño, es una periodista e investigadora española, doctora en Periodismo y profesora de la Universidad Abierta de Cataluña (UOC). Sus áreas de investigación incluyen los entornos digitales y las tecnologías, las redes sociales, la información periodística dirigida a jóvenes, la transversalidad de la perspectiva de género, los derechos de las mujeres y la violencia de género. Es conocida por implicación en casos de violencia de género en defensa de los derechos de las mujeres y por su intervención en casos mediáticos como los de Juana Rivas y Rocío Carrasco. Ha sido reconocida con la Mención Especial de Medios de Comunicación del Instituto de Derechos Humanos de Catalunya (IDHC), el Premio La Buena Prensa y el Premio Emilio Castelar a la defensa de las libertades y el progreso, entre otros.

## Trayectoria
Se licenció en Periodismo en la Universidad de Málaga (UMA) en 2002, donde obtuvo también su doctorado en 2009, calificado con cum laude, sobre el diseño de la información periodística en la población joven. Al año siguiente, en 2010, cursó un Master en Historia del Arte por la misma universidad, donde desarrolló una investigación sobre el tratamiento de la imagen de Pablo Picasso en la prensa franquista. Siguió vinculada al ámbito académico como investigadora en diversos grupos de investigación, donde se centró en el uso de las redes sociales en Internet y del periodismo desarrollado mediante los teléfonos móviles como herramienta para la defensa de los derechos humanos.
Al terminar la carrera, empezó a trabajar en el medio Sur Digital del grupo Vocento, equipo junto al que consiguió el Premio Andalucía de Periodismo, con una web dedicada a Pablo Picasso. Luego pasó a Canal Málaga, también del grupo Vocento, hasta el cierre de la empresa en 2008. Sobre su etapa como estudiante escribió en el periódico digital  Público un artículo con perspectiva de género titulado 'Ser mujer universitaria' . Durante su etapa en Andaluces Diario y eldiario.es escribió varias cartas dirigidas al poeta Federico García Lorca .
Ha publicado sus trabajos, muchos de ellos centrados en la defensa de los derechos de las mujeres, en medios internacionales como USA Today o The Washington Post y en nacionales como Público o El Periódico de Catalunya. Desde septiembre de 2018, colabora como tertualiana en La mañana de La 1 en Radio Televisión Española  (RTVE).

## Reconocimientos
En noviembre de 2017, Bernal expuso en el Congreso de los Diputados un informe sobre el tratamiento de los medios de comunicación en el "caso de Juana Rivas" (una mujer que perdió la custodia de sus hijos a pesar de haber solicitado medidas cautelares por unos presuntos malos tratos de su expareja). Esta intervención, junto con su trayectoria a favor de los derechos humanos y en defensa de los derechos de la mujer, fue reconocida en abril de 2018 por el Instituto de Derechos Humanos de Catalunya (IDHC) con la Mención Especial de Medios de Comunicación, como: "una de las voces más destacadas en el panorama mediático actual de la lucha feminista y de la denuncia de las graves desigualdades de género".
En 2018, Bernal recibió el Premio La Buena Prensa por su entrevista a la periodista Rosa María Calaf en Público. Y, en el mismo año, la Asociación de Mujeres Periodistas de Cataluña le concedió el Premio de Buenas Prácticas de Comunicación no sexista 2018, junto a otras periodistas como Ana Pastor, Rosa María Calaf o Rosa María Mateo, entre otras.
En julio de 2020, la Asociación Progresistas de España le concedió el Premio Emilio Castelar a la defensa de las libertades y el progreso en su décima edición. En noviembre del mismo año, fue premiada por el Ministerio de Igualdad con motivo del Día Internacional para la Eliminación de la Violencia contra las Mujeres, junto a la también periodista Cristina Fallarás por su labor en favor de la erradicación de la violencia contra las mujeres, con su trabajo en comunicación.

## Obra
- 2009 – Los nuevos medios de comunicación y los jóvenes. Euroeditions. ISBN 978-84-936915-3-0.
- 2009 – Preferencias del diseño de la información periodística en Internet por parte de los jóvenes. Universidad de Málaga. Servicio de Publicaciones e Intercambio Científico. ISBN 978-84-9747-550-1.
- 2015 – Herramientas Digitales para periodistas. Editorial UOC, Barcelona. ISBN 9788490644935.[19]
- 2015 – Tutankamón, el faraón niño. Ediciones El Rompecabezas. ISBN 978-84-15016-46-5.
- 2016 – Miguel Ángel, el artista divino. Ediciones El Rompecabezas. ISBN 978-84-15016-51-9.
- 2017 – Todo va directo al corazón. ISBN 9788461779932.[20]
- 2018 – Hacia una comunicación feminista. Cómo informar e informarse sobre violencia machista. Editorial UOC, Barcelona. ISBN 9788491804871.[21]
- 2019 – No manipuléis el feminismo. Una defensa contra los bulos machistas. Editorial Planeta. ISBN 978-8467057034.[22]